# 宽穗赖草
宽穗赖草（学名：Leymus ovatus），为菊科赖草属下的一个植物种。其种加词“ovatus”意为“卵形的”。
现接受名为赖草（Leymus secalinus (Georgi) Tzvelev, 1968）。